# John le Carré

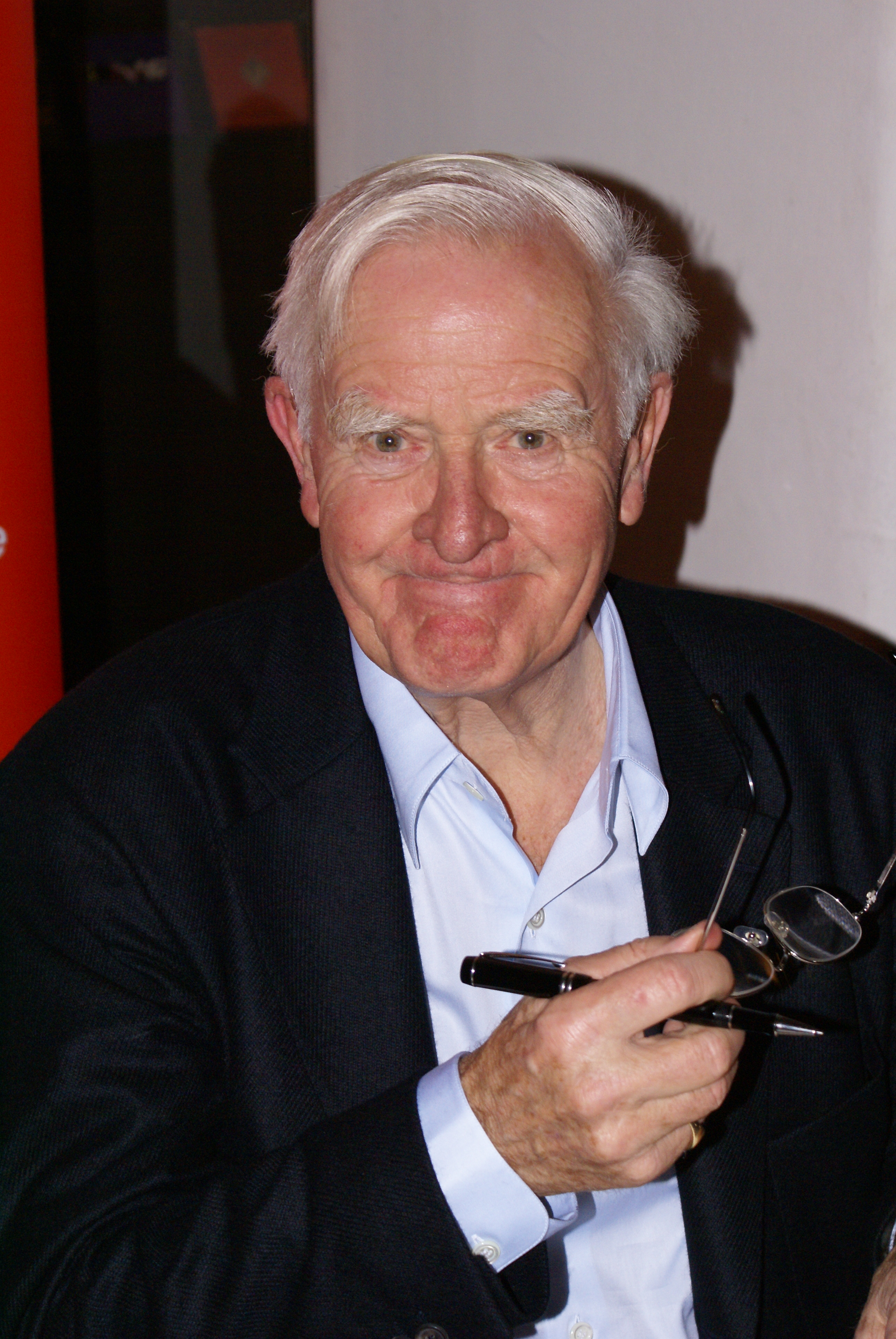
John le Carré (2008)

John le Carré, eigentlich David John Moore Cornwell (* 19. Oktober 1931 in Poole, Dorset, England; † 12. Dezember 2020 in Truro, Cornwall, England), war ein britischer Schriftsteller. Kurz vor seinem Tod nahm er die irische Staatsangehörigkeit an. Nachdem er selbst für die britischen Geheimdienste MI5 und MI6 gearbeitet hatte, wurde le Carré ab den 1960er Jahren durch seine Spionageromane bekannt. Anfänglich spielten sie zumeist im Klima des Kalten Krieges und rankten sich um die Figur des Geheimagenten George Smiley. Ab den 1990er Jahren griffen le Carrés Thriller auch andere Themen wie die Verstrickung von Politik und Wirtschaft auf. Seine Werke wurden weltweit 60 Millionen Mal verkauft und vielfach verfilmt.

## Leben
Cornwells Mutter Olive Moore Cornwell, geborene Glassey (* 1906), verließ die Familie unerwartet, als er fünf Jahre alt war, und tauchte erst viel später in seinem Leben wieder auf, als er mit 21 Jahren einen Brief an Verwandte schrieb und sich nach ihr erkundigte – sie antwortete und die beiden trafen sich am Bahnhof von Ipswich. Sein Vater Ronald Thomas Archibald („Ronnie“) Cornwell (1905–1975), ein Hochstapler und Betrüger, der mit den Kray-Zwillingen, Schwerverbrechern aus dem Londoner East End, zusammenarbeitete und wegen Versicherungsbetrugs zu vier Jahren Gefängnis verurteilt wurde, übte zeitlebens großen Einfluss auf ihn aus. Le Carré musste ihn immer wieder finanziell unterstützen („Ein paar zehntausend Pfund hier und da.“) und blieb am Ende dem Begräbnis fern, obwohl er es bezahlt hatte. In seinem stark autobiografisch geprägten Roman A Perfect Spy (deutsch Ein blendender Spion) verarbeitete er die Beziehung literarisch. Sein älterer Bruder Tony (1929–2017) war Cricketspieler, seine jüngere Halbschwester Charlotte Cornwell (1949–2021) war Schauspielerin und sein jüngerer Halbbruder Rupert Cornwell (1949–2017) war Journalist. Sein Onkel Alec Glassey (1887–1970) war Abgeordneter im Unterhaus.

„Ich hatte eine sehr komplizierte und unordentliche Kindheit. Eine reichte auch.“

Cornwell „flüchtete“, da er sein Leben nicht mehr mit dem seiner englischen Umwelt vereinbaren konnte, mit siebzehn Jahren aus seiner englischen Schule und studierte 1948 und 1949 Germanistik und Neue Sprachen an der Universität Bern, u. a. bei Fritz Strich, der ihn trotz fehlender Deutschkenntnisse förderte. Er hatte sich in die klassische Deutsche Literatur verliebt und stand mit vielen Juden aus dem intellektuellen Deutschland, die nach Bern geflüchtet waren, u. a. Professoren an seiner Universität wie Fritz Strich, in Kontakt. Die Schweiz wurde ihm aufgrund des unerfreulichen Verlaufs seiner Jugend „eine zweite Heimat“ und Bern seine „Mutterstadt“, die er in seinen Werken wiederholt beschrieb. Der Schweiz blieb er sein Leben lang verbunden. Le Carré besaß ein Châlet bei Wengen. 1950 trat er dem Nachrichtendienst der britischen Armee in Österreich bei. Dort vernahm er Personen, die durch den Eisernen Vorhang geflüchtet waren. 1952 kehrte er nach England zurück und studierte am Lincoln College der University of Oxford, wo er für den britischen Inlandsgeheimdienst Security Service (MI5) ultralinke Gruppen nach Sowjetagenten ausspionierte. Nach einer kurzen Unterbrechung seines Studiums wegen der Insolvenz seines Vaters schloss er 1956 sein Studium in Oxford mit Auszeichnung ab. Am Eton College lehrte er für zwei Jahre Französisch und Deutsch. 1958 wurde er MI5-Agent und wechselte 1960 zum britischen Auslandsgeheimdienst Secret Intelligence Service (MI6), für den er in Bonn und Hamburg arbeitete. Er war während der Zeit des Baus der Berliner Mauer vor Ort. In dieser Zeit schrieb er seine ersten Romane, bevor er 1964 den Dienst quittierte und sich unter seinem Künstlernamen John le Carré ausschließlich der Schriftstellerei widmete.

„Vielleicht war die geheime Welt eine Art Schutz, eine Art Identität, die Disziplin hat mich sehr angezogen.“

1954 heiratete er Alison Ann Veronica Sharp, mit der er drei Söhne hatte. Diese Ehe wurde 1971 geschieden. 1972 heiratete er die Lektorin Valérie Jane Eustace. Mit ihr hatte er einen Sohn, der unter dem Namen Nick Harkaway publiziert.
Sein literarisches Archiv übergab John le Carré im Februar 2011 der Bodleian Library zur bleibenden Aufbewahrung.
Im Oktober 2019 beantragte er die irische Staatsangehörigkeit, um nach dem Austritt des Vereinigten Königreichs aus der Europäischen Union EU-Bürger bleiben zu können, und nahm diese später an. Seine Großmutter väterlicherseits war in Irland geboren.
John le Carré starb am 12. Dezember 2020 im Alter von 89 Jahren an den Folgen einer Lungenentzündung.

## Künstlername
Im Privaten blieb er bei David Cornwell, beruflich nannte er sich John le Carré. Entgegen der Geschichte, er habe den Namen von einem Londoner Schuhgeschäft gestohlen, hatte er das Pseudonym tatsächlich während seiner Zeit im Britischen Außenministerium geschaffen, wo er nicht unter seinem eigenen Namen veröffentlichen durfte.

„Also, ich werde Ihnen die Wahrheit sagen und dann werde ich Ihnen eine Lüge erzählen! Die Wahrheit ist, dass ich, als ich mein Debüt als Schriftsteller gab, noch im Auswärtigen Amt war und mir gesagt wurde, dass es die offizielle Meinung sei, dass man einen Künstlernamen wählen müsse. Ich ging also zu meinem Verleger und er sagte: ‚Dann wähle etwas ganz Einfaches, etwas Angelsächsisches: Jack Smith, Herb Brown usw.‘. Und dann habe ich mich für John le Carré entschieden. Und die Wahrheit ist, dass ich nicht weiß, woher der Name kommt. Aber die Wahrheit ist immer so langweilig, dass ich für die Journalisten eine Fiktion erfunden habe, dass ich in einem Bus in London unterwegs war und ein Schuhgeschäft gesehen habe, und es hieß »John Le Carré«.“

## Werk
Thema der Romane von le Carré war bis in die achtziger Jahre der Ost-West-Gegensatz und der Kalte Krieg. Die Romane zeichnen sich durch differenzierte psychologische Zeichnung der handelnden Figuren aus und sind akribisch recherchiert. Le Carré brach mit der herkömmlichen Schwarz-Weiß-Sichtweise. Der Westen greift im Kampf gegen den Kommunismus zu den Methoden des Ostens und verrät so die Ideale, für die er kämpft. Le Carré stellt in seinen Romanen wiederholt die Frage, ob der Zweck die Mittel heiligt und ob der Westen zu den Mitteln des Ostens greifen darf, um sich zu verteidigen, und trotzdem eine Gesellschaft bleibt, die es wert ist, verteidigt zu werden. In der Presse der Sowjetunion wurde er u. a. als „Kalter-Krieg-Hetzer“ bezeichnet. Auch nach Ende des Kalten Krieges ist le Carré seiner Thematik treu geblieben: Männer, die sich für das Individuum und gegen die Institution entscheiden, sowie Kritik an der Politik des Westens. Die Zeitung The Independent nannte le Carré in Bezug auf die Zeitkritik in seinen Romanen „eine faszinierende Mischung aus Patrizier und Populist.“

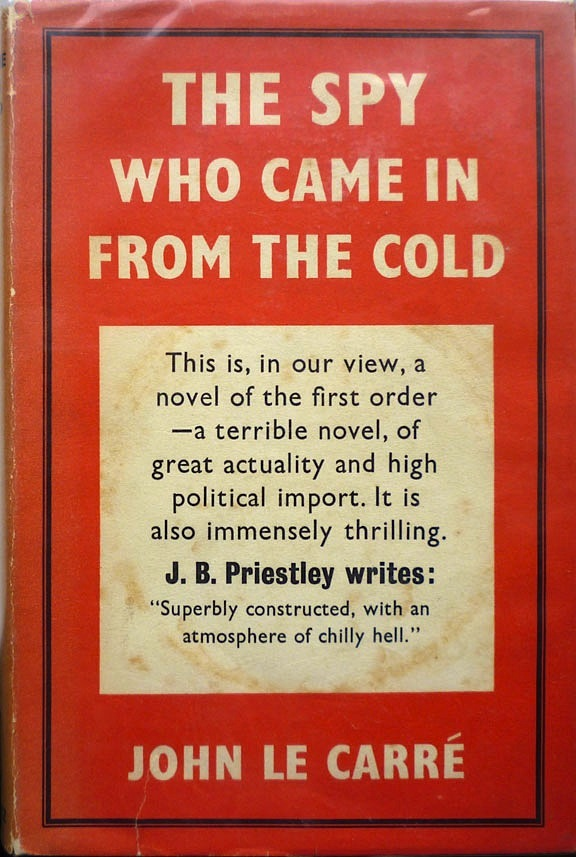
Umschlag der Erstausgabe von Der Spion, der aus der Kälte kam

Bereits in seinem ersten Roman Schatten von gestern führt er George Smiley ein, seinen wohl bekanntesten Protagonisten, dessen Genialität als Geheimdienstmann im krassen Gegensatz zu seiner Unfähigkeit zu sozialen Bindungen steht, was entgegen dem sonst üblichen Bild eines heldenhaften Spions stand. Der internationale Durchbruch gelang le Carré mit seinem dritten Buch Der Spion, der aus der Kälte kam, in dem Smiley lediglich im Hintergrund die Fäden zieht. Der britische Agent Leamas, dessen Ost-Berliner Spionagering enttarnt wurde (mit schrecklichen Konsequenzen für seine Agenten), wird auf eine letzte Mission in den Osten geschickt. Zu spät muss er erkennen, dass er lediglich eine Schachfigur in dem zynischen Spiel der Geheimdienste darstellt. Diese Darstellung der Agentenwelt steht in einem starken Kontrast zu den zeitgleich erschienenen und verfilmten Spionage-Geschichten um die Figur James Bond. In der Verfilmung des Romans spielt Richard Burton die Rolle des Leamas.
In den Romanen Tinker Tailor Soldier Spy und Agent in eigener Sache wird Smileys Kampf gegen seinen sowjetischen Widersacher mit dem Decknamen Karla geschildert, von der Enttarnung eines sowjetischen Maulwurf-Agenten im britischen Geheimdienst (offenbar eine Anspielung auf die Affäre um Kim Philby) bis zum endgültigen Sturz seines Widersachers. Die beiden Geschichten wurden von der BBC mit Alec Guinness als George Smiley 1979 und 1982 verfilmt. Le Carré, sehr zufrieden mit der Umsetzung, an der er selbst mit beteiligt war, sah sich von da an aber nicht mehr in der Lage, die Figur weiterzuentwickeln, da die von Guinness kreierte Filmfigur ihm den eigenen Blick auf Smiley verstellte. In dem danach 1991 erschienenen Roman Der heimliche Gefährte trat Smiley noch einmal als Nebenfigur und Stichwortgeber für einen alt gewordenen Spion auf, der sich an Episoden seines Lebens erinnert und komische, heldenhafte oder absurde Stationen seiner Laufbahn Revue passieren lässt.
Neben dem Ost-West-Konflikt beschäftigt sich le Carré auch mit den Spannungen im Nahen Osten. In Die Libelle setzt ein israelisches Agenten-Team eine junge Engländerin auf einen palästinensischen Top-Terroristen an. Auch hier steht neben der spannenden und realistischen Handlung die Frage nach der Moral im Vordergrund; die Manipulation von Personen und das Ausnutzen der menschlichen Schwächen des Gegners. Auch die ungerechte Behandlung der Palästinenser wird thematisiert.
Auch mit seinen späteren Romanen gelang es ihm, wichtige zeitgenössische Themen in eine hochkomplexe und spannende Handlung einzubinden, so etwa in seinem Buch Der ewige Gärtner, in dem es um die Machenschaften international agierender Pharmakonzerne geht. Immer wieder begegnet man tragischen und skurrilen Gestalten, die oft auf persönlichen Begegnungen während seiner Recherche-Reisen basieren. In Der Nachtmanager (1993) beschrieb er detailliert den internationalen Waffenhandel, in Marionetten (2008) widmete er sich der nach dem 11. September 2001 in der Gesellschaft herrschenden Furcht vor islamistischem Terror, in Verräter wie wir (2011) den Geldwäschegeschäften der russischen Mafia. Im Jahr 2016 erschienen le Carrés Memoiren Der Taubentunnel, in denen er einzelne Episoden aus seinem Leben berichtet. 2017 veröffentlichte er Das Vermächtnis der Spione, bei dem er erneut auf die Zeit des Kalten Krieges verweist, George Smiley abermals auftreten lässt und ein politisches Bekenntnis für Europa abgibt. Obwohl das Vermächtnis von le Carré als Abschluss seines Werkes geplant war, legte er 2019 mit Federball einen neuen Roman vor, der auch eine Reaktion des überzeugten Europäers auf die tagespolitischen Ereignisse um den Brexit ist.
Seine Werke wurden weltweit 60 Millionen Mal verkauft, davon allein 20 Millionen Exemplare von Der Spion, der aus der Kälte kam.

„Ich glaube, jeder Schriftsteller ist eigentlich Spion: er muss gut beobachten können, er muss gut berichten können, er muss seine Phantasie verwenden, diese Phantasie muss als Realität taugen. […] Ich wäre auch ohne Spion gewesen zu sein, Schriftsteller geworden, hätte aber ein anderes Material, Stoff, gehabt.“

## Lieblingsbücher
Das Internet-Magazin Salon.com fragte 1996 John le Carré, was seine favorisierte Lektüre sei. Le Carré erwiderte, dass er eigentlich diese Frage hasse. Sie verführe dazu, mit der Wahl von ausgefallenen Werken anzugeben. Er führte dann jedoch weiter aus, dass sein Lieblingsroman Dann eben nicht, Jeeves von P. G. Wodehouse sei – seiner Meinung nach gehört dieser komische Roman mit seiner denkwürdigen Preisverleihung durch den betrunkenen Gussie Fink-Nottle in jede Büchersammlung. Damit sich jeder daran erinnere, dass Lesen ein Vergnügen sei, nannte er zwei weitere Werke von P. G. Wodehouse, nämlich die beiden Golfgeschichten The Clicking of Cuthbert und The Heart of a Goof. Zu seinen weiteren Lieblingsbüchern zählte le Carré den Roman Die allertraurigste Geschichte (Originaltitel: The Good Soldier) von Ford Madox Ford, den le Carré als eines der großartigsten Meisterwerke des 20. Jahrhunderts bezeichnete. Die Liebe in den Zeiten der Cholera des Literatur-Nobelpreisträgers Gabriel García Márquez wiederum sei nur vergleichbar mit dessen Novelle Chronik eines angekündigten Todes und diese wiederum habe ebenbürtiges nur in Leo Tolstois Der Tod des Iwan Iljitsch, die le Carré als die weltbeste Kurzgeschichte bezeichnete.
Wer darüber hinaus viel über die menschliche Natur lernen wolle, sei gut beraten, die Romane von Charles Dickens und Honoré de Balzac zu lesen, gefolgt von Alexander Iwanowitsch Herzens Aus den Memoiren eines Russen, Edward Gibbons The History of the Decline and Fall of the Roman Empire, Flavius Josephus Geschichte der Juden und schließlich Leo Tolstois Anna Karenina.

## Rezeption

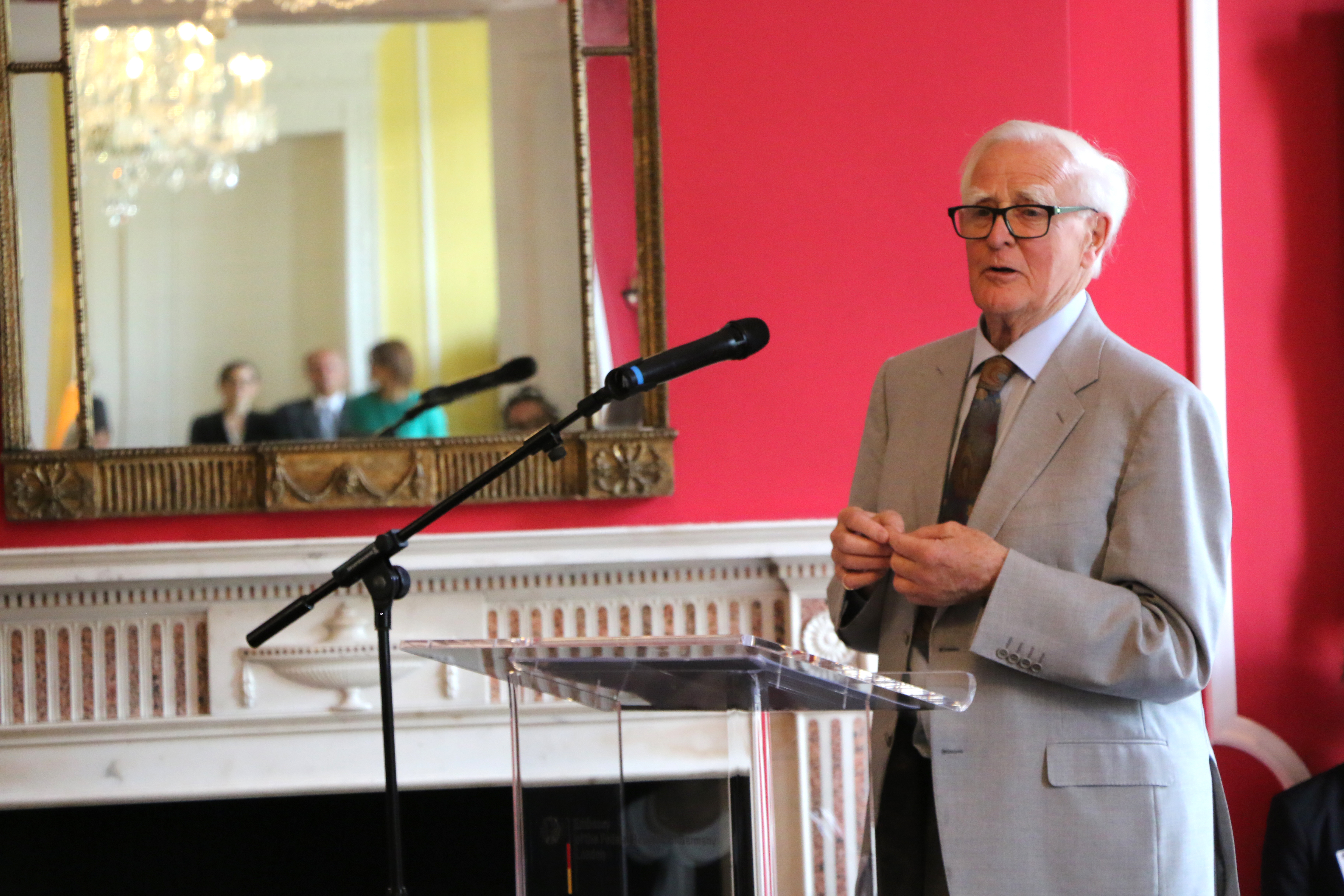
John le Carré 2017 bei einer Rede in der Deutschen Botschaft London

John le Carré wurde lange Zeit als reiner Genre-Autor wahrgenommen, der für höhere literarische Auszeichnungen nicht in Frage käme. Kritisiert wurde etwa, dass seine politischen Anschauungen seinen literarischen Rang überstiegen und häufig ein Hang zum Predigen die Handlung überlagere. Dennoch haben seine Romane laut Sebastian Shakespeare einen nachhaltigen Eindruck in der englischen Literatur hinterlassen. In ihrer moralischen Tiefe dienten sie als Vehikel, Gut und Böse, Vertrauen und Betrug, Hoffnung und Verzweiflung zu erforschen. Toby Clements betont le Carrés Opazität und moralische Vielschichtigkeit, die über das Genre des Spionageromans hinauswiesen und nicht zuletzt den Niedergang Großbritanniens seit dem Zweiten Weltkrieg gespiegelt hätten. Die besten seiner Romane würden aufgrund ihrer Komplexität und Raffinesse bestehen bleiben:

„Von seinen Konkurrenten wird heute nur noch Fleming gelesen, meistens aus Nostalgie. Len Deighton und Alistair MacLean können heute überhaupt nur noch mit viel Ironie gelesen werden. Aber le Carré werden wir noch in hundert Jahren lesen.“

Der britische Schriftsteller Ian McEwan würdigte 2013 Le Carré als den „vielleicht bedeutendsten britischen Romanschriftsteller der zweiten Hälfte des 20. Jahrhunderts“, der wie kein anderer den Niedergang des Landes und die Zwänge bürokratischer Systeme beschrieben habe und damit schon längst über das Spionage-Genre hinaus zu beachten sei.
Errol Morris drehte mit John le Carré: Der Taubentunnel (The Pigeon Tunnel) eine Dokumentation über le Carré, bei der dieser selbst auch zu Wort kommt. Eine Veröffentlichung erfolgte im Oktober 2023.

## Auszeichnungen
Für sein literarisches Schaffen wurde er von den Mystery Writers of America 1984 mit dem Grand Master Award und von der Vereinigung der englischen Krimi-Schriftsteller 1988 mit dem Diamond Dagger ausgezeichnet.
2005 vergab die britische Crime Writers’ Association (CWA) anlässlich der 50. Verleihung einen speziellen Dagger of Daggers für den besten Kriminalroman der letzten 50 Jahre. Preisträger war John Le Carré mit seinem Roman The Spy Who Came in from the Cold (dt.: Der Spion, der aus der Kälte kam). Weitere Auszeichnungen:
- 1963: CWA Gold Dagger für The Spy Who Came In from the Cold (dt.: Der Spion, der aus der Kälte kam)
- 1964: Somerset Maugham Award für The Spy Who Came In from the Cold (dt.: Der Spion, der aus der Kälte kam)
- 1965: Edgar Allan Poe Award für The Spy Who Came In from the Cold (dt.: Der Spion, der aus der Kälte kam)
- 1977: CWA Gold Dagger für The Honourable Schoolboy (dt.: Eine Art Held)
- 1977: James Tait Black Memorial Prize (Fiction) für The Honourable Schoolboy (dt.: Eine Art Held)
- 1986: Schwedischer Krimipreis – International für A Perfect Spy (dt.: Ein blendender Spion)
- 1987: Deutscher Krimipreis – International, Platz 3 für Ein blendender Spion
- 1987: Premio Malaparte
- 1992: Palle-Rosenkrantz-Preis für Den hemmelige pilgrim (dt.: Der heimliche Gefährte)
- 1994: Deutscher Krimipreis – International, Platz 3 für Der Nachtmanager
- 2005: Finnischer Krimipreis für sein bisheriges ins Finnische übersetzte Werk
- 2007: Krimi des Jahres 2006 (Platz 8) in der KrimiWelt-Bestenliste für Geheime Melodie
- 2008: Ehrendoktor der Universität Bern, Schweiz
- 2011: Goethe-Medaille für sein in der zweiten Hälfte des 20. Jahrhunderts entstandenes Lebenswerk
- 2018: Deutscher Krimipreis – International, Platz 1 für Das Vermächtnis der Spione
- 2019: Olof-Palme-Preis „für seine engagierte und humanistische Meinungsbildung in literarischer Form in Bezug auf die Freiheit des Einzelnen und die Schicksalsfragen der Menschheit“[23]

## Werke
- 1961 Call for the Dead
  - Schatten von gestern (erster George-Smiley-Roman)
- 1962 A Murder of Quality
  - Ein Mord erster Klasse (zweiter George-Smiley-Roman)
- 1963 The Spy Who Came In from the Cold
  - Der Spion, der aus der Kälte kam (dritter George-Smiley-Roman)
- 1965 The Looking Glass War
  - Krieg im Spiegel (vierter George-Smiley-Roman)
- 1968 A Small Town in Germany
  - Eine kleine Stadt in Deutschland
- 1971 The Naive and Sentimental Lover
  - Der wachsame Träumer, dt. von Rolf und Hedda Soellner; Hoffmann & Campe, Hamburg 1972, ISBN 3-455-00820-8.
- 1974 Tinker Tailor Soldier Spy.
  - Tinker Tailor Soldier Spy, auch Dame, König, As, Spion (fünfter George-Smiley-Roman)
- 1977 The Honourable Schoolboy
  - Eine Art Held (sechster George-Smiley-Roman)
- 1979 Smiley’s People
  - Agent in eigener Sache (siebter George-Smiley-Roman)
- 1983 The Little Drummer Girl
  - Die Libelle (Platz 1 der Spiegel-Bestsellerliste in den Jahren 1983 und 1984)
- 1986 A Perfect Spy
  - Ein blendender Spion
- 1989 The Russia House
  - Das Rußlandhaus
- 1990 The Secret Pilgrim
  - Der heimliche Gefährte (achter George-Smiley-Roman)
- 1991 The Unbearable Peace
  - Ein guter Soldat
- 1993 The Night Manager
  - Der Nachtmanager
- 1995 Our Game
  - Unser Spiel, dt. von Werner Schmitz; Kiepenheuer & Witsch, Köln 1995, ISBN 3-462-02447-7.
- 1996 The Tailor of Panama
  - Der Schneider von Panama, dt. von Werner Schmitz; Heyne, München 1999, ISBN 3-453-14734-0.
- 1999 Single & Single
  - Single & Single, dt. von Werner Schmitz; Kiepenheuer & Witsch, Köln 1999, ISBN 3-462-02782-4.
- 2001 The Constant Gardener
  - Der ewige Gärtner
- 2003 Absolute Friends
  - Absolute Freunde, dt. von Sabine Roth. List; München 2004, ISBN 3-471-78098-X.
- 2006 The Mission Song
  - Geheime Melodie
- 2008 A Most Wanted Man
  - Marionetten[24]
- 2010 Our Kind of Traitor
  - Verräter wie wir
- 2013 A Delicate Truth
  - Empfindliche Wahrheit
- 2016 The Pigeon Tunnel. Stories from My Life
  - Der Taubentunnel. Geschichten aus meinem Leben, dt. von Peter Torberg; Ullstein, Berlin 2016, ISBN 978-3-550-08073-9.
- 2017 A Legacy of Spies
  - Das Vermächtnis der Spione (neunter George-Smiley-Roman), dt. von Peter Torberg; Ullstein, Berlin 2017, ISBN 978-3-550-05012-1.
- 2019 Agent Running in the Field
  - Federball, dt. von Peter Torberg; Ullstein, Berlin 2019, ISBN 978-3-550-20054-0.
- 2021 Silverview
  - Silverview, dt. von Peter Torberg; Ullstein, Berlin, 2021, ISBN 978-3-550-20206-3.

## Verfilmungen
- 1965: Der Spion, der aus der Kälte kam (The Spy Who Came In from the Cold) – nach dem gleichnamigen Roman; Regie: Martin Ritt
- 1966: Dare I Weep, Dare I Mourn – Fernsehfilm nach einer Kurzgeschichte; GB; Regie: Ted Kotcheff[25]
- 1966: Anruf für einen Toten (The Deadly Affair) – nach dem Roman Call for the Dead; GB; Regie: Sidney Lumet
- 1969: Krieg im Spiegel (The Looking Glass War) – nach dem gleichnamigen Roman; Regie: Frank Pierson
- 1970: The End of the Line – Originaldrehbuch für eine Episode der englischen TV-Serie The Armchair Theatre, ausgestrahlt am 29. Juni 1970, Regie: Alan Cooke; als deutsche Buchausgabe: Endstation. Übersetzt von Hubert von Bechtolsheim und Marianne de Barde. Kiepenheuer & Witsch, Köln 1985, ISBN 3-462-01710-1.
- 1973: Endstation – dt. Fernsehfilm (nach dem engl. Fernsehspiel The End of the Line), ARD; Regie: Ludwig Cremer[26]
- 1979: Dame, König, As, Spion (Tinker Tailor Soldier Spy) – nach dem gleichnamigen Roman; 7-teilige BBC-Fernsehserie
- 1982: Smileys Leute – Agent in eigener Sache (Smiley’s People) – nach dem gleichnamigen Roman; 6-teilige BBC-Fernsehserie
- 1984: Die Libelle (The Little Drummer Girl) – nach dem gleichnamigen Roman; USA; Regie: George Roy Hill
- 1987: Ein blendender Spion (A Perfect Spy) – nach dem gleichnamigen Roman; 7-teilige BBC-Fernsehserie
- 1990: Das Rußland-Haus (The Russia House) – nach dem gleichnamigen Roman; Regie: Fred Schepisi
- 1991: Der Mörder mit den Silberflügeln (A Murder of Quality) – Fernsehfilm nach dem gleichnamigen Roman; GB; Regie: Gavin Millar
- 2001: Der Schneider von Panama (The Tailor of Panama) – nach dem gleichnamigen Roman; Regie: John Boorman
- 2005: Der ewige Gärtner (The Constant Gardener) – nach dem gleichnamigen Roman; Regie: Fernando Meirelles
- 2011: Dame, König, As, Spion (Tinker, Tailor, Soldier, Spy) – nach dem gleichnamigen Roman; Regie: Tomas Alfredson
- 2014: A Most Wanted Man – nach dem gleichnamigen Roman; Regie: Anton Corbijn
- 2016: The Night Manager – nach dem gleichnamigen Roman; 6-teilige BBC-Fernsehserie; Regie: Susanne Bier
- 2016: Verräter wie wir (Our Kind of Traitor) – nach dem gleichnamigen Roman; Regie: Susanna White
- 2018: Die Libelle (The Little Drummer Girl) – nach dem gleichnamigen Roman; 6-teilige BBC-Fernsehserie; Regie: Park Chan-wook